# Лафар (Воклюз)
Лафа́р (фр. Lafare) — коммуна во французском департаменте Воклюз региона Прованс — Альпы — Лазурный Берег. Относится к кантону Бом-де-Вениз.						

## Географическое положение
Лафар расположен в 29 км к северо-востоку от Авиньона. Соседние коммуны: Сюзетт на севере, Ле-Барру на юго-востоке, Сен-Ипполит-ле-Гравейрон на юге, Бом-де-Вениз на юго-западе, Вакейра на западе, Жигонда на северо-западе.
Коммуна находится на склоне горной гряды Дантель-де-Монмирай.

### Гидрография
Через коммуну протекает река Салетт и её приток Ла-Комб. Салетт впадает в Брегу и несёт необычные для реки солёные воды, что объясняет её название.

## Демография
Население коммуны на 2010 год составляло 113 человек.
| 1962 | 1968 | 1975 | 1982 | 1990 | 1999 | 2010 |
| ---- | ---- | ---- | ---- | ---- | ---- | ---- |
| 67   | 63   | 55   | 75   | 73   | 96   | 113  |